# 清泉镇 (山丹县)
清泉镇，是中华人民共和国甘肃省张掖市山丹县下辖的一个乡镇级行政单位。

## 行政区划
清泉镇下辖以下地区：
北街社区、长城社区、县府街社区、文化街社区、南街居社区、前窑社区、北滩村、东街村、西街村、南关村、南湖村、南湾村、双桥村、清泉村、祁店村、拾号村、北湾村、郑庄村、郇庄村、城北村和红寺湖村。